# Даббо
Даббо (англ. Dubbo) — город в регионе Орана, штат Новый Южный Уэльс. Это самый большой населённый пункт в данном регионе с населением в 32327 человек..
Город находится на высоте 275 метров над уровнем моря и в 303 км к северо-западу от столицы штата, Сиднея. В городе наблюдается самое малое ежегодное количество осадков в штате.

## История

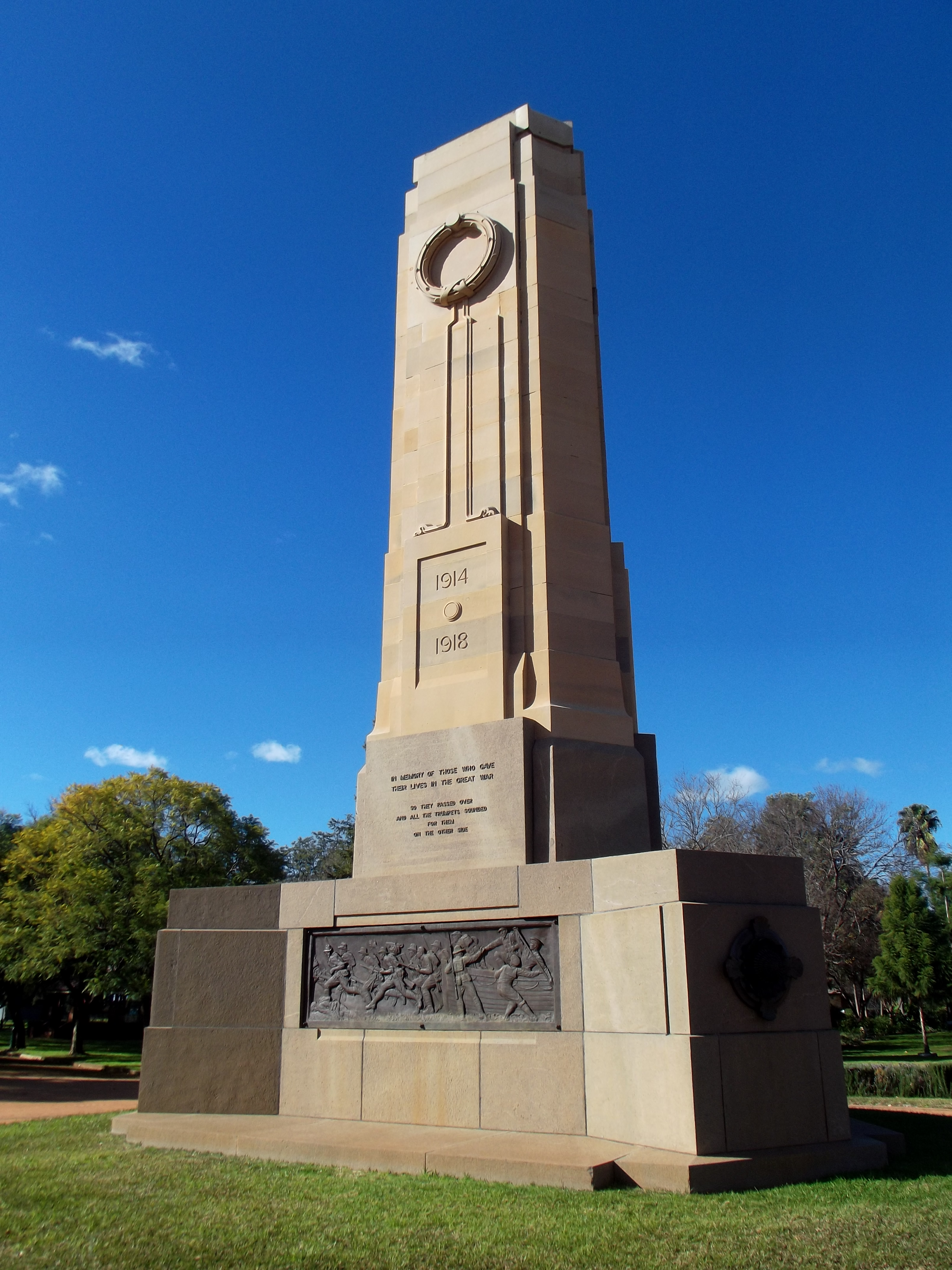
Dubbo War Memorial

Австралийские аборигены поселились в этом регионе около 40 тысяч лет назад. Джон Оксли был первым европейцем, посетившим эту область в 1818 году.
Точно неизвестно, что именно означает слово «Даббо». Некоторые учёные предполагают, что с австралийского языка племени Wiradjuri это слово переводится как «красная земля». Возможно также, что слова Thubbo или Tubbo на том же языке означают «головной убор», который принёс с собой в эти земли английский скваттер Роберт Дасантей.
Усадьба Dundullimal Homestead, построенная в 1840 году Джоном Моэмом, является старейшим зданием в Новом Южном Уэльсе, открытым до сих пор для посетителей.
В 1846 году, в связи с большим количеством поселенцев в Даббо, правительство решило построить здесь полицейский участок, здание суда и тюрьму. В 1847 году был построен полицейский участок, а в начале следующего года — здание суда и тюрьмы. К этому году в городе уже было только четыре здания: полицейский участок, суд с тюрьмой, магазин и гостиница. В 1849 году Даббо присвоили статус деревни. Население Даббо росло медленно до начала золотой лихорадки в Виктории в 1860-х гг. Первый банк был открыт в 1867 году. В 1872, когда население города составило 850 человек, Даббо был объявлен муниципалитетом. По состоянию на 1897 г. в Даббо имелись универсальный магазин, оружейный склад, каменное здание суда, тюрьма и полицейский участок. Железнодорожная станция была открыта в мае 1925 года.
Статус города Даббо получил в 1966 году.

## Транспорт

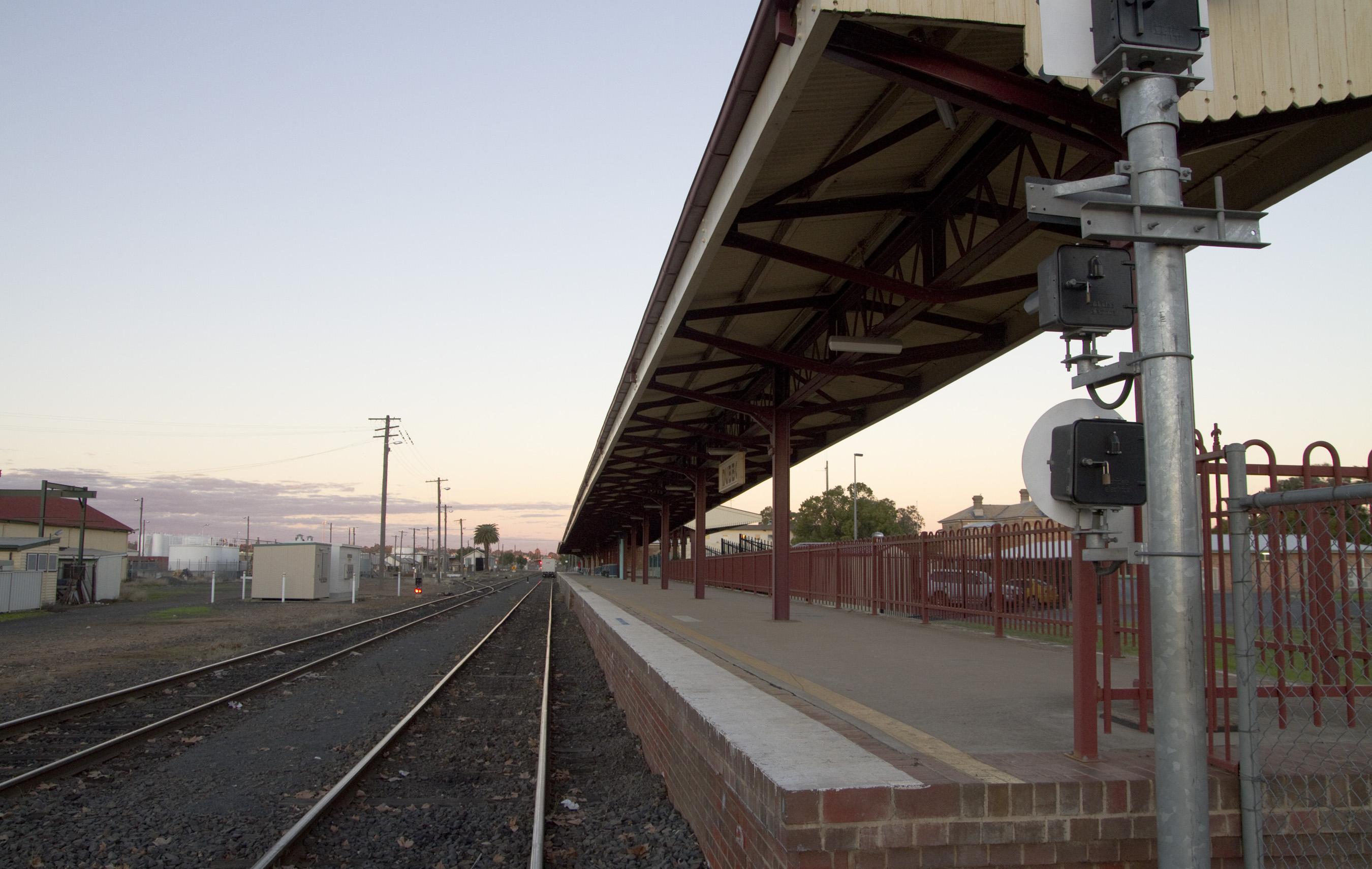
Dubbo railway station

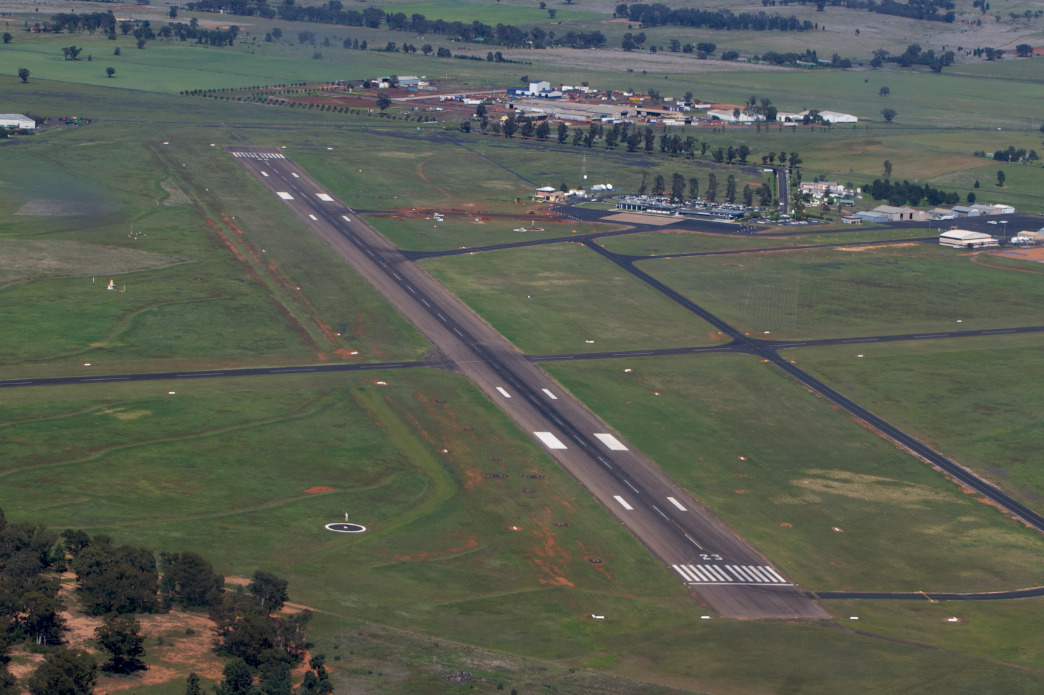
Dubbo Regional Airport

Железнодорожная станция Даббо находится на главной ветке между Сиднеем и Бурком и открыта в 1881 году. В Даббо также есть собственный аэропорт, с ежедневными рейсами в Сидней, Брокен-Хилл и другие города Нового Южного Уэльса. В Даббо имеется большой автовокзал.

## Климат
| Показатель                    | Янв. | Фев. | Март | Апр. | Май  | Июнь | Июль | Авг. | Сен. | Окт. | Нояб. | Дек. | Год   |
| ----------------------------- | ---- | ---- | ---- | ---- | ---- | ---- | ---- | ---- | ---- | ---- | ----- | ---- | ----- |
| Средний суточный максимум, °C | 45,2 | 42,8 | 40,3 | 36,1 | 32,7 | 26,1 | 23,3 | 30,6 | 34,4 | 40,6 | 43,3  | 42,8 | 45,2  |
| Средняя температура, °C       | 33,0 | 32,1 | 29,4 | 24,8 | 19,8 | 16,0 | 15,2 | 17,3 | 20,8 | 25,1 | 29,0  | 31,9 | 24,5  |
| Средний суточный минимум, °C  | 17,9 | 17,6 | 15,1 | 10,6 | 6,6  | 4,1  | 2,6  | 3,5  | 6,0  | 9,6  | 13,2  | 16,2 | 10,2  |
| Норма осадков, мм             | 60,7 | 53,4 | 47,5 | 44,2 | 46,5 | 49,6 | 44,3 | 44,4 | 42,7 | 48,9 | 51,7  | 50,0 | 583,9 |

## Архитектура
В Даббо сохранилось насколько прекрасных образцов Викторианской архитектуры: здание суда (1897), железнодорожный вокзал (1881). В центре города есть дома из красного кирпича, построенные в стиле «California Bungalow» в начале двадцатого века.
|             |                     |                     |                       |                   |
| Здание суда | Полицейский участок | California Bungalow | Викторианские террасы | Edwardian 'Semis' |